# موتشيلوت بهاغفاتي
موتشيلوت بهاغفاتي (بالإنجليزية: Muchilot Bhagavathi)‏، هي إلهة الوصاية على فانياس شمال مالابار. تعبد أيضا باسم إيزهالا بهاغافاتي ومانياما.

يروى أنَّ معلمها وتلامذته سألوها بسخرية قبل أن تكون إلهة، أي عندما كانت فتاة، عن أعظم ألم وأعظم لذة. فأجابتهم: بأنَّ أعظم ألمٍ هو ألم الولادة، وأعظم لذة هي لذة ممارسة الحب.